# Chrysosoma cyaneculiscutum
Chrysosoma cyaneculiscutum är en tvåvingeart som beskrevs av Daniel J. Bickel och Wei 1996. Chrysosoma cyaneculiscutum ingår i släktet Chrysosoma och familjen styltflugor.
Artens utbredningsområde är Guizhou (Kina). Inga underarter finns listade i Catalogue of Life.